# Jonathan Coleclough/Bass Communion/Colin Potter
Jonathan Coleclough/Bass Communion/Colin Potter è un album di remix dei musicisti britannici Jonathan Coleclough, Bass Communion e Colin Potter, pubblicato nel dicembre 2003 dalla ICR.

## Descrizione
Il disco nasce a seguito del progetto Reconstructions and Recycling di Bass Communion, nel quale era presente il brano Drugged IV remixato da Coleclough e Potter. Dei cinque brani che compongono l'album, Yossaria è un remix curato da Bass Communion di un brano degli altri due artisti; viceversa, i restanti quattro sono remix di Coleclough e Potter.
Nel settembre 2016 l'album è stato ristampato dalla Headphone Dust nel formato digipak.

## Tracce
CD 1
1. Passed – 12:53
2. Yossaria – 24:13
3. Raiser – 8:48
4. Pethidine – 27:51

CD 2
1. Epidural – 73:57

## Formazione
- Colin Potter – remix (CD 1: tracce 1 e 3)
- Bass Communion – remix (CD 1: traccia 2)
- Jonathan Coleclough – remix (CD 1: traccia 4, CD 2: traccia 5), copertina
- Theo Travis – sassofono (CD 1: traccia 4, CD 2: traccia 5)